# Yoshizumi Ogawa
Yoshizumi Ogawa (jap. 小川 佳純 Ogawa Yoshizumi; ur. 25 sierpnia 1984) – japoński piłkarz występujący na pozycji pomocnika. Obecnie występuje w Sagan Tosu.

## Kariera klubowa
Od 2007 roku występował w klubach Nagoya Grampus i Sagan Tosu.